# Adolf Severin Jensen
Adolf Severin Jensen (23. maj 1866 i Slangerup – 29. august 1953 i København) var end dansk professor, Dr. phil, zoolog og iktyolog.
Ad.S. Jensen var medlem og aktiv i en række naturvidenskabelige foreninger, herunder Dansk Naturhistorisk Forening, som han var formand for fra 1917 til 1939. Fra 1917 til 1929 var han medlem af Naturfredningsrådet og fra 1922 medlem af bestyrelsen for Zoologisk Have. Han var medlem af Kommissionen for videnskabelige undersøgelser i Grønland og i 1929 blev han medlem af Videnskabernes Selskab.
Han blev ansat i 1892 ved Zoologisk Museum efter gennemført studium som cand.mag. i naturhistorie og geografi, med zoologi som hovedfag, og han havde sin gang på museet i næsten 60 år, dels som underviser og professor og dels som leder. I de første år underviste han også på skoler, kurser og seminarier samt fungerede som censor.
Ad. S. Jensen deltog i flere ekspeditioner, bl.a. ledede han Statens Fiskeriundersøgelser ved Grønland i 1908 og 1909, samt havundersøgelsesskibet ”Dana”s fiskeriundersøgelser ved Grønland i 1925. Hans arbejde fik stor betydning for udviklingen af fiskeriet i Grønland.
Han havde en betydelig produktion af både videnskabelige og mere almene værker, herunder som redaktør af Dansk Naturhistorisk Forenings tidsskrift i årene 1913-1931 og i en årrække Det Grønlandske Selskabs årsskrift.

## Udmærkelser
Adolf Severin Jensen blev udnævnt som æresdoktor ved Lunds Universitet i 1918, æresmedlem af Det Grønlandske Selskab og det islandske Hið íslenska náttúrufræðifélag.
Han blev dekoreret med
- Ridder af Dannebrog (1911)
- Dannebrogmændenes Hæderstegn (1926)
- Kommandør af Dannebrog (1933)

På Grønland er en halvø sydvest for Danmarkshavn navngivet Ad. S. Jensens Land efter ham.